# Apis mellifera capensis
L'ape del capo (Apis mellifera capensis Eschscholtz, 1822) è una sottospecie di Apis mellifera.
La particolarità della stessa è la capacità delle api operaie di deporre uova diploidi quindi femminili senza che le stesse siano state fecondate. Nelle altre sottospecie la possibilità di deposizione delle operaie è limitata a uova aploidi, ovvero a sole uova di fuco (vedi alla voce Ape operaia ovificatrice).
Tale particolarità permette alle operaie di A. m. capensis di parassitizzare le famiglie di Apis mellifera scutellata arrivando alla sostituzione della regina nelle famiglie invase.
L'ape del capo è l'unica sottospecie che sembra non risentire della presenza dell'Aethina tumida con la quale condivide l'areale di origine. Le operaie sono infatti molto aggressive con il piccolo coleottero che riesce a parassitizzare solo famiglie molto deboli o favi immagazzinati.